# Майорівка (зупинний пункт)
Майо́рівка — пасажирський залізничний зупинний пункт Конотопської дирекції Південно-Західної залізниці розташований на двоколійній електрифікованій лінії Зернове — Конотоп.
Розташований у селі Майорівка Кролевецького району Сумської області між станціями Кролевець (10 км) та Алтинівка (5 км).
На зупинному пункті зупиняються приміські поїзди.